# Cagno
Cagno – miejscowość i gmina we Włoszech, w regionie Lombardia, w prowincji Como.
Według danych na rok 2004 gminę zamieszkiwało 1865 osób, 621,7 os./km².